# Schefflera subavenis
Schefflera subavenis är en araliaväxtart som först beskrevs av Carl Ludwig von Blume, och fick sitt nu gällande namn av Bénédict Pierre Georges Hochreutiner. Schefflera subavenis ingår i släktet Schefflera och familjen araliaväxter.

## Underarter
Arten delas in i följande underarter:
- S. s. brachybotrya
- S. s. subavenis